# Гауссберг
Га́уссберг (или Гора́ Га́усса, англ. Gaussberg) — потухший вулкан Антарктиды в Земле Вильгельма II к западу от ледника Посадовского на берегу моря Дейвиса, входящего в Южный океан. Находится в секторе Антарктики, на который претендует Австралия.

## Характеристики
Данные о высоте вулканического конуса в разных источниках различаются: в одних источниках высота Гауссберга указывается равной 369 м над уровнем моря, в других — 370 м, а ещё в одном — 400 м. Вулкан не имеет кратера. Гауссберг является необычным объектом для Восточной Антарктиды и представляет из себя заметный ориентир в прибрежном районе.
Состоит из содержащей шлак базальтовой чёрной лавы, значительно отличающейся от состава породы, из которой состоит остальная часть Антарктики. В составе породы, из которой состоит вулкан, встречается чёрное вулканическое стекло и пузырчатый высококалиевый оливиновый лейцитит.
Что касается времени формирования вулкана, то имеются различные мнения исследователей по этому вопросу. Так, согласно исследованиям Вялова и Соболева от 1959 года, лавы в верхней части вулканического конуса показывают, что Гауссберг сформировался до того, как Антарктида покрылась ледниковым панцирем, а согласно исследованиям австралийских геологов от 1983 года, вулкан был сформирован в результате подледникового извержения, а затем склоны вулкана подверглись ледовой эрозии.
Вулкан является юго-восточной оконечностью океанского хребта Кергелен, продолжающегося до архипелага Кергелен, острова Херд и островов Макдональд. Является предметом вулканологических и геологических исследований.

## История открытия
Гауссберг был открыт в 1902 году с помощью привязного аэростата германской антарктической экспедицией под руководством Эриха фон Дригальского, когда экспедиционное судно было зажато льдами неподалёку от вулкана. Через несколько дней после открытия, Дригальский вместе с некоторыми членами своей команды совершил 13-дневную ознакомительную поездку протяжённостью около 80 км для его исследования и картографирования. Своё название вулкан получил в честь экспедиционного судна, названного, в свою очередь, в честь немецкого математика Карла Фридриха Гаусса.

## Экспедиции к вулкану
В ходе австралийской антарктической экспедиции 1911—1914 годов группа исследователей из Австралии посетила вулкан и не нашла там никаких следов пребывания исследователей из Германии. Позднее вулкан исследовали советские учёные в ходе первой антарктической экспедиции 1955—1957 с самолёта АН-2, а позже — австралийские учёные в ходе австралийских антарктических экспедиций в 1977, 1987 и 1997 годах.